# Orbiting Astronomical Observatory
Il programma Orbiting Astronomical Observatory (OAO) (in italiano Osservatorio Astronomico Orbitante) era basato su una famiglia di quattro satelliti artificiali che dovevano essere lanciati dalla NASA tra il 1966 e il 1972. Essi dovevano effettuare le prime osservazioni in alta risoluzione di numerosi oggetti nella banda dell'ultravioletto. Anche se due missioni fallirono, il successo delle altre due fece prendere coscienza alla comunità degli astronomi dei benefici degli osservatori spaziali e condusse in seguito alla creazione del telescopio spaziale Hubble.

## OAO-1
Il primo satellite OAO fu lanciato con successo l'8 aprile 1966 ed entrò in orbita, ma prima che gli strumenti scientifici fossero attivati si verificò un guasto nei sistemi dell'energia elettrica e la missione terminò dopo tre giorni.

## OAO-2
Fu lanciato il 7 dicembre 1968 con un razzo vettore Atlas-Centaur da Cape Canaveral Air Force Station. Il satellite aveva 11 telescopi per le osservazioni nell'ultravioletto e restò in funzione fino al gennaio 1973. L'OAO-2 permise di scoprire che le comete sono circondate da un enorme alone di idrogeno che si estende per centinaia di migliaia di chilometri; inoltre effettuò osservazioni su stelle novae in luce ultravioletta.

## OAO-B
Fu lanciato il 3 novembre 1970. Aveva un telescopio ultravioletto di 96,5 cm di diametro e doveva rilevare gli spettri di oggetti deboli che non era stato possibile osservare prima. Sfortunatamente l'ultimo stadio del razzo vettore non si separò dal satellite, che pertanto rientrò nell'atmosfera cadendo nell'Oceano Atlantico.

## OAO-3 (Copernico)
Fu lanciato il 21 agosto 1972 e fu chiamato Copernico perché ricorreva il 500º anniversario della nascita di Niccolò Copernico. Il satellite venne lanciato dalla NASA, ma la missione fu effettuata in collaborazione tra istituzioni scientifiche degli USA e del Regno Unito. Il satellite era equipaggiato con un telescopio per l'ultravioletto con un diametro di 80 cm e un rilevatore di raggi X. Il satellite Copernico operò fino al febbraio 1981 ed effettuò centinaia di osservazioni. Permise di scoprire parecchie stelle pulsar a lungo periodo, cioè con periodi di rotazione di molti minuti anziché di pochi secondi come normalmente avviene.